# Japan Transport Engineering Company
A Japan Transport Engineering Company (J-TREC) (株式会社総合車両製作所; Hepburn: Kabushiki gaisha Sōgō Sharyō Seisakusho, ’lit. "Stock Company General Rolling Stock Plant"’) nehéz vasúti kocsikat gyártó vállalat Japánban, korábbi nevén Tokyu Car Corporation (東急車輛製造株式会社; Hepburn: Tōkyū Sharyō-seizō kabushiki gaisha). A vállalat székhelye Kanazawa-ku, Jokohama, és az East Japan Railway Company (JR East) csoport tagja. A J-TREC nemcsak a JR East és a Tokyu Corporation számára gyárt vasúti járműveket, hanem más japán üzemeltetők, köztük a Japan Railways Group különböző vállalatai és nemzetközi üzemeltetők számára is.
A Tokyu Car Corporationt, a J-TREC elődjét 1948. augusztus 23-án alapították. A Tokyu Car a korai generációs (1960-as évek eleji) rozsdamentes acélból készült ingázó villamos motorvonatok karosszériájának és a kapcsolódó forgóváz-technológiának a licencjogosultja volt az egyesült államokbeli Budd Company-tól. Azóta a Tokyu Car a rozsdamentes acél karosszériás kocsik technológiájára specializálódott.
2011. október 27-én a Tokyu Car Corporation bejelentette, hogy a gördülőállomány-gyártó részlegét felvásárolja az East Japan Railway Company (JR East), és a vállalat 2012. április 1-jei hatállyal megszünteti működését. Ezt követően két vállalatra, a Tokyu Car Engineeringre és a Keihin Steel Worksre válik szét. Mindkét vállalat a JR East leányvállalata lesz. A megmaradó alkatrész- és gépgyártó részleget eladták a ShinMaywa Industriesnak.